# 洮州卫
洮州卫，明洪武十二年（1379年）升洮州千户所置，治今甘肃省临潭县东新城。辖境约当今甘肃省岷县以西及西倾山以东的洮河流域。清乾隆十三年（1748年）改为厅。明时与吐蕃交易门户，立茶马司于此。 